# Marșul spre Găgăuzia
Marșul spre Găgăuzia (25 — 30 octombrie 1990) a fost un marș al unui grup de naționaliști voluntari moldoveni sub conducerea lui Mircea Druc în raionul cu o densitate mare de găgăuzi din sudul Republicii Moldova cu scopul de a reduce tendințele creării Republicii Autonome Găgăuze.

## Premise și desfășurare
În octombrie 1990, după ce guvernarea RSS Moldovenești a luat cursul spre proclamarea independenței, renunțarea la valorile rusești și revenirea la cele românești, în Găgăuzia, populată majoritar de rusofoni găgăuzi, bulgari, ucraineni și ruși, au fost anunțate alegeri în Sovietul Suprem al Republicii Găgăuzia.
La 25 octombrie prim-ministrul Moldovei Mircea Druc, cu scopul de a deturna alegerile, a trimis la Comrat autocare cu voluntari (conform surselor găgăuze, 50 de mii) însoțite de poliție.
În Găgăuzia s-a început mobilizarea în masă. Băștinașii din satele găgăuze, înarmați cu bare metalice și alte obiecte, au ieșit pentru ”a-și apăra” localitățile. Regimul din Transnistria a susținut găgăuzii, și pe 26—27 octombrie a trimis în Găgăuzia câteva zeci de autocare de ”drujine” (grupuri de voluntari pentru menținerea ordinii publice). Coloana auto s-a deplasat pe teritoriul regiunii Odesa și ajungând în Ciadîr-Lunga, a lăsat o parte din contingent aici, apoi a continuat drumul spre Comrat.

## Rezultatul
Apăruse pericolul unui război civil. În noaptea dintre 29 - 30 octombrie o parte din transnistreni s-a întors acasă, în schimbul retragerii aceluiași număr de voluntari și din partea lui Druc.
La 31 octombrie 1990, a avut loc sesiunea organizațională a Sovietului Suprem al republicii Găgăuze. Președinte al Sovietului Suprem a fost ales Stepan Topal, iar adjunct — Mihail Kendighelean.
Acest eveniment a pus bazele formării unității autonome găgăuze contemporane, care între 1990 și 1994 a existat sub forma nerecunoscutei Republici Găgăuzia, iar din 1994 până în prezent ca UTA Găgăuzia în componența Republicii Moldova.